# Сикре, Феликс
Феликс Сикре (исп. Félix Sicre, 1817 — 1871) — кубинский шахматист, первый официальный чемпион Кубы.
Получил чемпионский титул в 1860 г. и утратил его в 1862 г. после поражения в матче с С. Гольмайо.
Сыграл ряд показательных партий с П. Морфи во время двух его визитов в Гавану в октябре 1862 и феврале 1864 гг. (Морфи выиграл все известные партии).